# Solenostoma microphyllum
Solenostoma microphyllum är en bladmossart som beskrevs av C.Gao. Solenostoma microphyllum ingår i släktet Solenostoma och familjen Solenostomataceae. Inga underarter finns listade i Catalogue of Life.